# Med Maud over Polhavet
Med Maud over Polhavet är en norsk svartvit stumfilm (dokumentär) från 1926. Filmen skildrar upptäcktsresanden Roald Amundsens expedition till Nordpolen 1922–1925. Den fotades av Harald Ulrik Sverdrup och Odd Dahl och premiärvisades den 17 maj 1926.